# Glassy Heaven
『Glassy Heaven』（グラッシー・ヘブン）は、Ceuiの1枚目のオリジナルアルバム。2009年7月22日にLantisから発売された。

## 概要
メジャーデビュー後初のアルバム。デビュー曲である「微睡みの楽園」をはじめとして、アニメ・ゲームとのタイアップ曲が多数収録されている。

## 収録曲
1. 羽化 [4:40]
作詞：Ceui、作曲：小高光太郎・Ceui、編曲：小高光太郎
テレビアニメ『空を見上げる少女の瞳に映る世界』イメージソング。
2. Qualia [4:34]
作詞：Ceui、作曲・編曲：小高光太郎
1stシングル「微睡みの楽園」のカップリング曲。
3. Frozen Tear [4:39]
作詞：Ceui、作曲：小高光太郎・Ceui、編曲：小高光太郎
PS2ゲーム『Clear 〜新しい風の吹く丘で〜』オープニングテーマ。
4. Prayer [3:50]
作詞：Ceui、作曲：小高光太郎・Ceui、編曲：小高光太郎
3rdシングル「神々の詩」のカップリング曲。
5. dreamscape [4:22]
作詞：Ceui、作曲・編曲：小高光太郎
PCゲーム『最終試験くじら〜Departures〜「くじのべる」』オープニングテーマ。
6. mellow melody [3:56]
作詞：畑亜貴、作曲・編曲：小高光太郎
2ndシングル。テレビアニメ『sola』エンディングテーマ。
7. 永久のコトバ [5:34]
作詞：Ceui、作曲：小高光太郎・Ceui、編曲：小高光太郎
6thシングル「聖戦スペクタル」のカップリング曲。PCゲーム『ヴァルキリーコンプレックス』挿入歌。
8. espacio [4:38]
作詞：Ceui、作曲：小高光太郎・Ceui、編曲：小高光太郎
5thシングル。テレビアニメ『宇宙をかける少女』エンディングテーマ。
9. パラノイア [5:46]
作詞：Ceui、作曲：神前暁・小高光太郎・Ceui、編曲：小高光太郎
テレビアニメ『空を見上げる少女の瞳に映る世界』イメージソング。
10. Prelude 〜運命の欠片〜 [4:44]
作詞：Ceui、作曲：小高光太郎・Ceui、編曲：小高光太郎
3rdシングル「神々の詩」のカップリング曲。
11. 微睡みの楽園 [4:45]
作詞：こだまさおり、作曲・編曲：小高光太郎
1stシングル。テレビアニメ『京四郎と永遠の空』エンディングテーマ。
12. 聖戦スペクタル [4:56]
作詞：Ceui、作曲：小高光太郎・Ceui、編曲：小高光太郎
6thシングル。PCゲーム『ヴァルキリーコンプレックス』オープニングテーマ。
13. 心の翼 [4:55]
作詞：Ceui、作曲：小高光太郎・Ceui、編曲：小高光太郎
4thシングル「光と闇と時の果て」のカップリング曲。テレビアニメ『空を見上げる少女の瞳に映る世界』最終話エンディングテーマ。

## 参加ミュージシャン
- 浅田靖 - ギター (#1, 4, 7-10, 12, 13)
- 飯室博 - ギター (#3, 11)
- 小高光太郎 - ギター (#5)
- 菊池達也（marble） - ギター (#6)
- 室屋ストリングス - ストリングス (#6)